# Cloliê
O Cloliê é o espaço onde se pratica o Jogo de Pintar, prática difundida em vários países da Europa, Ásia e América do Norte há 70 anos,trata-se da pintura espontânea, livre de julgamentos e modelos. Não é um curso de desenho ou pintura e não visa à prática artística. Sua finalidade é dar condições para que cada pessoa se expresse cada vez mais conhecedora de sua capacidade criativa, promovendo a estabilidade emocional, a criatividade, a autoconfiança e a capacidade de iniciativa, autonomia e liberdade. Trata-se de um jogo porque há regras e elementos que desencadeiam a disciplina individual e o domínio de execução necessários para que a expressão seja cada vez mais livre, mas é o jogo sob o ponto de vista do brincar e não da competição.
O jogo acontece em sessões no Cloliê (do francês clos lieu = lugar fechado), pois a sala parece uma grande caixa de papelão - um lugar onde não há interferência externa nem a possibilidade de observação de quem não está na sessão. O papel da instrutora no Cloliê é o de apoiar os praticantes para que eles se concentrem em traçar e escolher cores, com interferências respeitosas e pontuais.
Durante as sessões de pintura, frases como “O que você está desenhando?”, “Que belo desenho”, “Por que a sua árvore é roxa?” ou ainda “Faça um desenho bem bonito pra mim” não existem e não fazem sentido. Os trabalhos realizados não são vistos depois nem por quem faz nem por qualquer interlocutor; eles são arquivados para o estudo da evolução do traço pela instrutora, para que ela possa auxiliar o praticante nas próximas sessões. Ao “abandonar” suas pinturas, os praticantes ganham a confiança para se expressar de maneira cada vez mais fluida.
No Cloliê, todos pintam juntos, adultos, jovens, adolescentes e crianças, independentemente de raça, credo, condição social, física e emocional. Todos são capazes. Os praticantes não precisam levar nada para participar. Tudo o que eles precisam está lá: papel, tintas, avental e chinelos. O exercício da pintura acontece numa sala apropriada onde o ato de tirar os sapatos se torna fundamental.
As sessões de Jogo de Pintar acontecem uma vez por semana em uma hora, salvo para crianças abaixo de seis anos (sessões variam de 30 minutos a uma hora).
No Brasil, o Jogo de Pintar foi implantado em 2010 pela artista plástica e educadora Soraya Lucato, formada com o próprio criador do jogo, o alemão Arno Stern, no Instituto de Pesquisas da Semiologia da Expressão, em Paris. Soraya também formou-se no L’atelier de Charenton, um dos diversos ateliês existentes na França, onde fez uma especialização para montar um espaço exatamente igual na cidade de São Paulo.[carece de fontes?]

## O método e seu criador
A prática do Jogo de Pintar foi criada por Arno Stern na década de 1940, quando ele foi convidado a trabalhar com órfãos de guerra. Ao notar que as pessoas se expressavam de maneira bastante parecida e percebendo o papel primordial que o jogo provocava no ser humano, Stern criou o método que até hoje une pintura e jogo. À época, ele conduziu uma pesquisa ao redor do mundo e chegou ao conceito da Formulação, segundo o qual há um conjunto de formas que todas as pessoas adquirem desde sua concepção, pela memória orgânica, e que passam a expressar a partir dos 3 anos de idade. A Formulação é o objeto de estudo dos instrutores de jogo de pintar, pois é uma expressão genuína das emoções, sentimentos e desejos do ser humano. A Formulação é estudada pela Semiologia da Expressão, ciência nova criada por Stern.